# Edinson Edgardo Farfán Córdova
Edinson Edgardo Farfán Córdova, OSA,  né à Tambogrande le 21 septembre 1974, est un évêque catholique péruvien, évêque de Chiclayo depuis 2024,.

## Biographie
Edinson Edgardo Farfán Córdova intègre l'ordre de Saint Augustin en 1998. Il étudie la philosophie au séminaire de l'archidiocèse de Trujillo de 1999 à 2001. Il fait sa profession solennelle le 11 janvier 2003. Après une licence en théologie effectuée à l'université catholique bolivienne San Pablo à Cochabamba (Bolivie) avec pour spécialité Théologie de la vie spirituelle et pédagogie terminée en 2006, il reçoit le sacrement le 26 juillet 2008.
Farfán Córdova est vicaire de la paroisse San José Ouvrier de Chulucanas, enseignant et directeur spirituel du séminaire du diocèse de Chulucanas, curé de la paroisse Notre-Dame de Montserrat de Trujillo et enseignant à l'université catholique Benoît XVI à Trujillo. Il est ensuite maître des profès des vicariats augustiniens du Pérou de 2013 à 2017 et a été curé de la paroisse de Sainte Rita de Casia à Trujillo (2015-2018).
Le pape François le nomme administrateur apostolique de Chuquibambilla le 24 avril 2018, et ensuite, prélat de Chuquibambilla le 7 décembre 2019,. L'archevêque de Trujillo, Héctor Miguel Cabrejos Vidarte OFM, l'ordonne évêque le 4 janvier 2020. Il est consacré par le nonce apostolique pour le Pérou, Mons. Nicola Girasoli, et l'évêque de Chiclayo, Robert F. Prevost, OSA. Il participe à la XVIe assemblée générale ordinaire du synode des évêques dans le cadre du synode mondial.
Le pape François le nomme évêque de Chiclayo le 14 février 2024.